# Baruch Azanja
Baruch Azanja (hebr.: ברוך אזניה, ur. 19 września 1905 w Pińsku, zm. 6 lipca 1994) – izraelski prawnik, polityk, w latach 1951–1969 poseł do Knesetu z list Mapai.
W wyborach parlamentarnych w 1949 nie dostał się do izraelskiego parlamentu, jednak 12 lutego 1951 objął mandat poselski po rezygnacji Abby Chusziego. Zasiadał w Knesetach I, II, III, IV, V i VI kadencji, przy czym w ostatniej z listy Koalicji Pracy.